# Station Łukowa Tarnowska
Station Łukowa Tarnowska is een spoorwegstation in de Poolse plaats Łukowa.